# 奧斯曼—薩非戰爭 (1603年—1618年)
1603年至1618年鄂圖曼-薩非戰爭是指阿拔斯一世統治的波斯薩非王朝與艾哈邁德一世統治的鄂圖曼帝國之間的戰爭。戰爭在1603年爆發，1618年以薩非王朝大獲全勝的結果告終。

## 戰爭經過
波斯沙阿阿拔斯一世委託了英國人羅伯特·舍里（Robert Shirley）和大臣阿拉威爾迪汗實行軍隊現代化的改革。薩非王朝在1603年向鄂圖曼帝國開戰，並在1604年取得勝利，迫使鄂圖曼帝國要歸還以往侵佔的土地，包括巴格達。薩非王朝在1605年再度取得勝利，將勢力擴張到幼發拉底河以外，迫使1611年要割讓希爾凡和庫爾德斯坦。戰事在1614年暫時停止，戰事後來重啟的時候，阿拔斯一世在1618年於蘇丹尼葉城附近徹底擊敗了鄂圖曼-韃靼聯軍，雙方簽訂了對波斯相當有利的條約，結束了戰爭。

## 註腳
1. ↑  Savory 2008，第86-87頁
2. ↑  Tischendorf & Origen 1887，第2頁